# Ernesto Wilhelm de Moesbach
Ernesto Wilhelm de Moesbach, né Alois Wilhelm le 19 septembre 1882 à Mösbach en Allemagne et mort le 5 mai 1963 à Panguipulli au Chili, est un missionnaire capucin ayant vécu en Araucanie de 1920 à 1963. Son œuvre la plus connue est sa transcription, puis sa traduction du mapudungun vers l'espagnol d'un mémoire transmis oralement par le chef de clan mapuche Pascual Coña, intitulé : Vida y costumbres de los indígenas araucanos en la segunda mitad del siglo XIX (Vie et coutumes des indigènes araucans dans la deuxième moitié du XIXe siècle), publiée en 1930.

## Biographie
Il intègre l’ordre des capucins en 1904, ajoutant le nom de son lieu de naissance à son prénom, comme il est de coutume chez les frères capucins. Il étudie la philosophie et la théologie à Krefeld et à Münster, en Westphalie et est ordonné prêtre en 1910.
Il arrive aux missions capucines d'Araucanie en 1920 et officie dans différentes localités, en apprenant la langue et les coutumes peuple mapuche.
Il meurt en 1963 à Panguipulli, province de Valdivia.

## Œuvres
- (es) Vida y costumbres de los indígenas araucanos en la segunda mitad del siglo XIX. (Vie et coutumes des indigènes araucans dans la deuxième moitié du XIXe siècle). Santiago : Cervantes, 1930. À partir de la seconde edition, datée de 1973, Pascual Coña figure également comme auteur.
- (es) Voz de Arauco. Explicación de los nombres indígenas de Chile (La voix d'Arauco. Explication des noms indigènes du Chili). Padre Las Casas : San Francisco, 1944.
- (es) Idioma mapuche. (La langue mapuche). Padre Las Casas : San Francisco, 1962.
- (es) Botánica indígena de Chile (Botanique indigène du Chili). Santiago : Andrés Bello, 1992